# Honey Locust Honky Tonk
Honey Locust Honky Tonk è il 19° album in studio long playing di Robert Pollard, membro fondatore dei Guided by Voices; venne pubblicato nel 2013 negli Stati Uniti d'America sia in vinile che in CD dalla Guided By Voices Inc. e, nel Regno Unito, dalla Fire Records.

## Tracce
Lato A
1. "He Requested Things"  -  2:38
2. "Circus Green Machine"  -  1:23
3. "Strange and Pretty Day"  -  2:12
4. "Suit Minus the Middle"  -  0:50
5. "Drawing A Picture"  -  1:44
6. "Who Buries The Undertaker?"  -  2:25
7. "She Hides In Black"  -  2:42
8. "Her Eyes Play Tricks On The Camera"  -  2:32
9. "Find A Word"  -  1:27

Lato B
1. "I Have To Drink"  -  0:43
2. "Flash Gordon Style"  -  2:08
3. "Igloo Hearts"  -  1:38
4. "Shielding Whatever Needs You"  -  1:12
5. "I Killed A Man Who Looks Like You"  -  1:52
6. "Real Fun Is No One's Monopoly"  -  2:25
7. "It Disappears in the Least Likely Hands (We May Never Not Know)"  -  2:31
8. "Airs" - 3:35

## Musicisti
- Todd Tobias: basso, batteria, percussioni, chitarra, tastiere
- Robert Pollard: voce, basso, batteria, chitarra, piano